# Saurat
Saurat – miejscowość i gmina we Francji, w regionie Oksytania, w departamencie Ariège.
Według danych na rok 2010 gminę zamieszkiwało 656 osób, a gęstość zaludnienia wynosiła 15 osób/km².